# Brug Cantonspark
De Brug in het Cantonspark is een rijksmonument in het Cantonspark te Baarn.
De betonnen brug ligt als tuinsieraad over een smalle beek in het park. De brug werd gemaakt tussen 1920 en 1940 toen de Utrechtse universiteit deze vroegere overtuin van August Janssen tot een botanische tuin maakte. De brugleuningen zijn gemaakt van beton. Tussen de twee vierkante pijlers van elke leuning bevindt zich een rij zuiltjes met dobbelsteenkapitelen. 